# Alphonse Royer

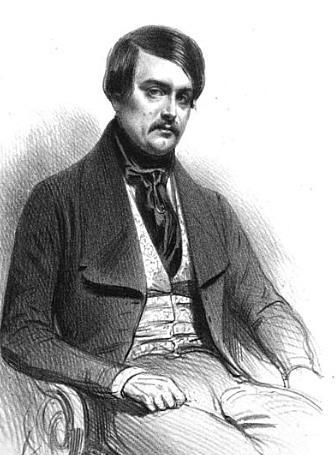
Alphonse Royer

Alphonse Royel (Parigi, 10 settembre 1803 – Parigi, 11 aprile 1875) è stato un librettista, scrittore e giornalista francese.

## Biografia
Proveniente da una famiglia di imprenditori, Alphonse Royer sposò, dopo un viaggio di diversi anni in Oriente, la carriera letteraria e con Gustave Vaëz realizzò molte opere a due mani. Scrissero commedie, drammi, romanzi, e racconti viaggio che fecero assieme. Per l'opera, scrissero libretti, originali e tradotti, per opere quali Lucia di Lammermoor, La favorita, Otello, Don Pasquale, Jérusalem e Robert Bruce.
Dopo aver diretto il théâtre de l'Odéon, Royer divenne direttore dell'Opéra il 1 luglio 1856, incarico che conservò fino al dicembre 1862, data della morte del suo collaboratore Gustave Vaëz. Da allora lasciò la direzione dell'Opéra rinunciando alle attività teatrali, dedicandosi ad attività letterarie importanti che sfociarono nella traduzione delle opere di autori come d'Alarcon, Tirso de Molina, Carlo Gozzi, e pubblicando una Histoire universelle du Théâtre, Paris, Franck, 1869-1877, 6 vol. in-8°.
In occasione dell'inaugurazione della nuova sala dell'Opéra, pubblicò una Histoire de l'Opéra (Paris, Bachelin-Deflorenne, 1875, petit in-8° con ritratti), che Fétis e Pougin descrissero come « piacevole per le persone ignoranti delle fasi storiche della nostra prima scena lirica, ma per la quale l'autore ha tralasciato di risalire alle fonti, e che di conseguenza, non contiene alcun fatto nuovo, alcun documento inedito, e meno ancora una visione d'insieme e degli aspetti filosofici».
Fu nominato ispettore generale delle belle arti e ufficiale della Légion d'honneur. Tradusse dall'italiano e dallo spagnolo al francese.